# Kamienica (lewy dopływ Dunajca)
Kamienica – rzeka w Gorcach, częściowo na granicy z Beskidami, lewy dopływ Dunajca. Wypływa w dolinie wciosowej na północnych stokach Turbacza. W górnym biegu przeciska się głęboką doliną pomiędzy zboczami Mostownicy i Jaworzyny Kamienickiej, płynąc jarem o głębokości 8–12 m. W okolicach przełęczy Borek zakręca gwałtownie na wschód powodując silną erozję zboczy tej przełęczy. Jest to atrakcyjny turystycznie rejon. W górnym biegu (do Rzek) płynie w granicach Gorczańskiego Parku Narodowego. Wyznakowano tędy, doliną Kamienicy szlak niebieski na przełęcz Borek.
Poniżej Rzek Kamienica spływa głęboką i ciasną doliną pomiędzy gorczańską Kiczorą Kamienicką i Wielkim Wierchem z jednej strony, a beskidzkim masywem Jasienia i Mogielicy z drugiej strony. Dalej płynie przez Szczawę, Kamienicę i na wysokości 363 m uchodzi do Dunajca w Zabrzeży. Długość jej biegu wynosi 32 km, a spadek 25 m/km. Na tym odcinku koryto Kamienicy stanowi granicę między Gorcami a Beskidem Wyspowym.
W łożysku Kamienicy spotkać można liczne odsłonięcia skał, głazy, progi. Do najciekawszych należą wodospad Spad i banior „Zielony Banior”.
Większe dopływy Kamienicy to:
- lewobrzeżne: Miazgowy, Stawieniec, Gorcowy Potok, Mogielica, Szczawa, Zbludza
- prawobrzeżne: Wspólny Potok, Ustępny, Gołków, Koryciska, Spaleniec, Czerwonka, Rybi, Głębieniec, Zasadny Potok, Potok Górkowy, Cisowy Potok[4].

Po intensywnych i długotrwałych opadach deszczu Kamienica gwałtownie wzbiera, wylewając nieraz z koryta. Tak było m.in. w lipcu 2018, w maju 2014, w 2010 czy w 1997. Niszczyła wówczas mosty i drogi, w tym DW 968, a niekiedy ludzkie domostwa.
Z rzadkich w Polsce roślin w dolinie potoku (pod Mostownicą) występuje zarzyczka górska.
Około 1880 roku na Kamienicy było 16 młynów, 8 traczy i kuźnica napędzanych kołami wodnymi.

## Szlak turystyki pieszej
Rzeki – dolina Kamienicy – Papieżówka – Trusiówka – przełęcz Borek (tu łączy się z żółtym szlakiem na Turbacz). Czas przejścia około 3 h, ↓ 2:30 h.

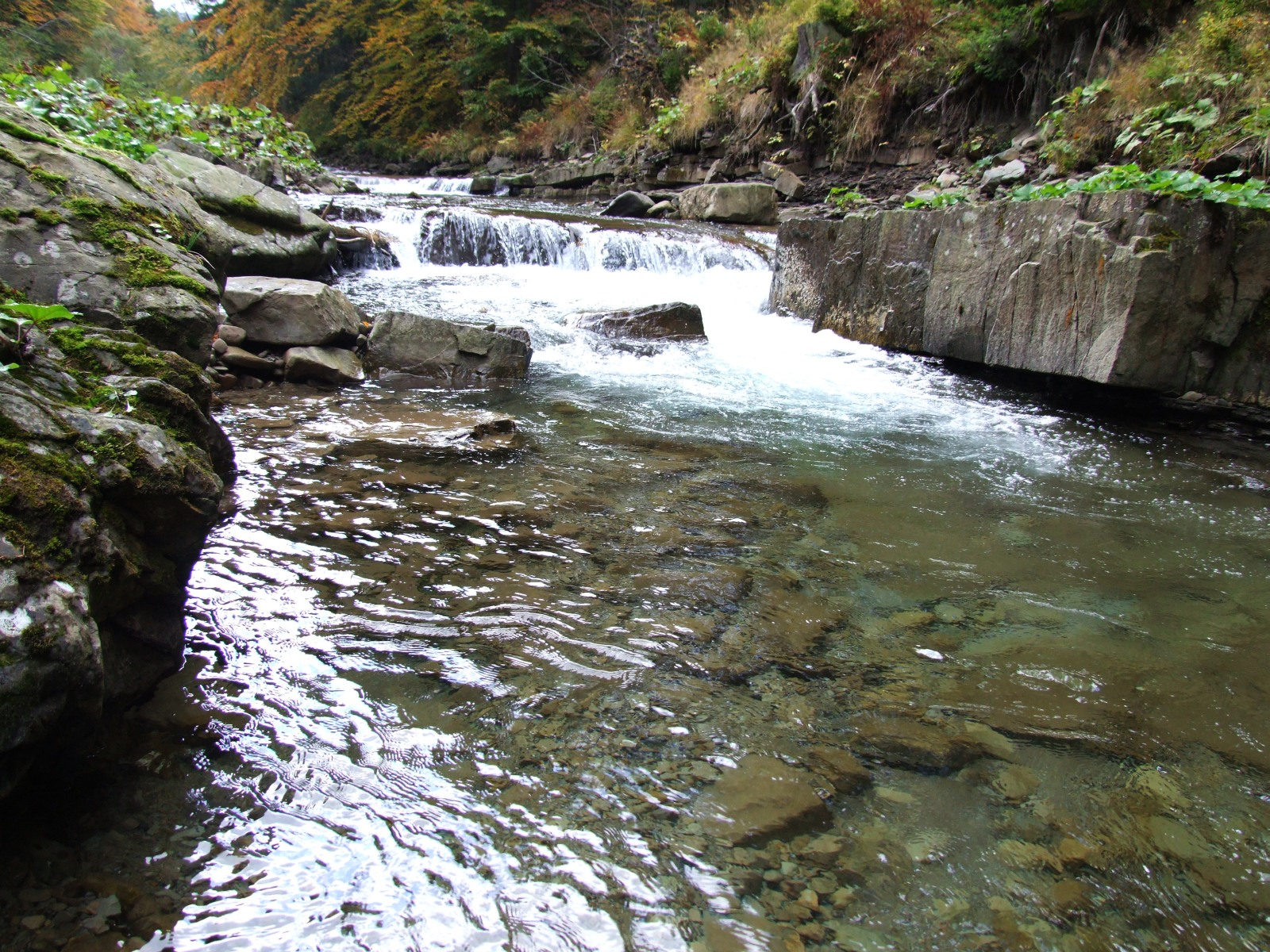
Kamienica obok Trusiówki
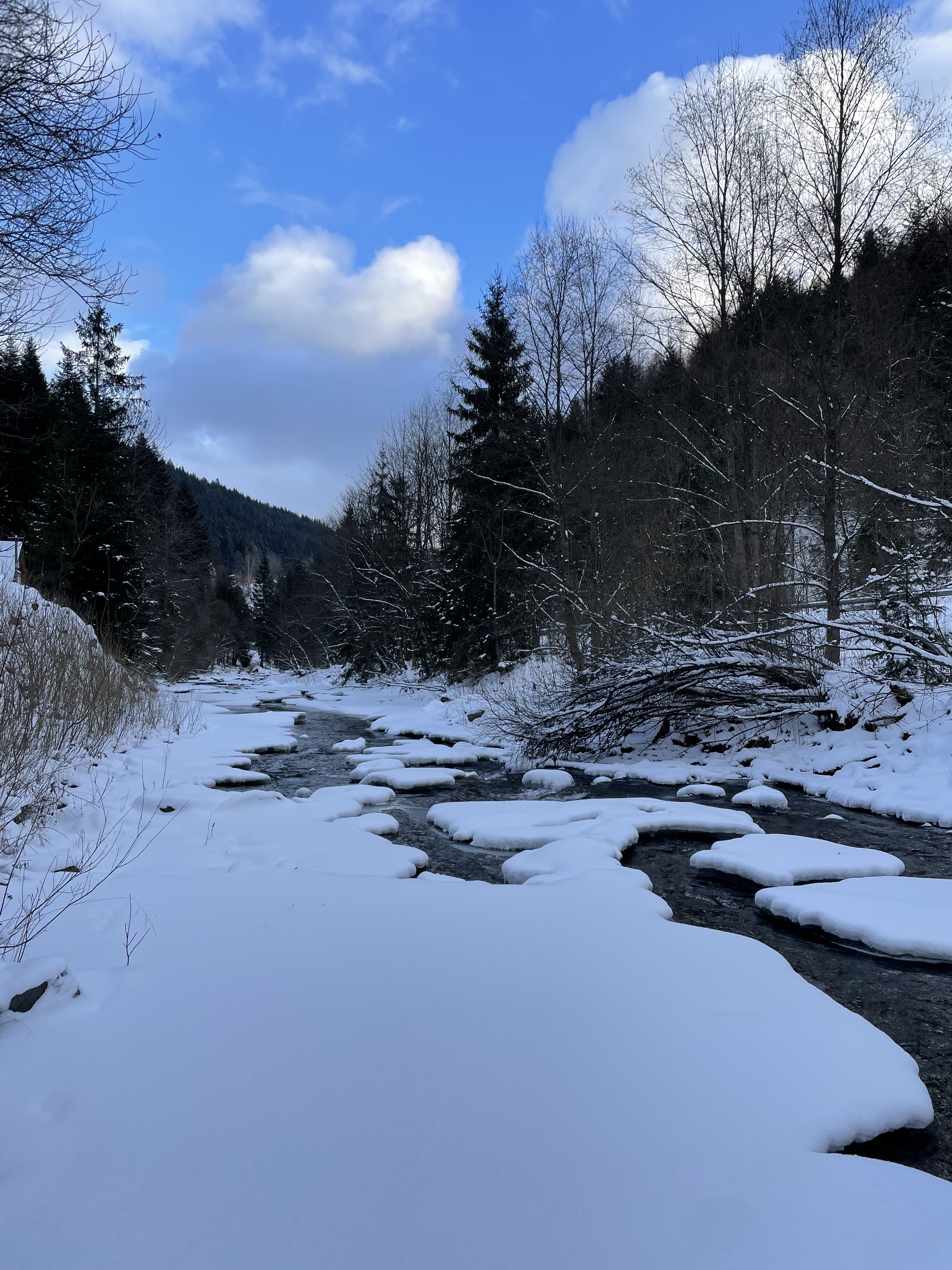
Kamienica w Szczawie zimą
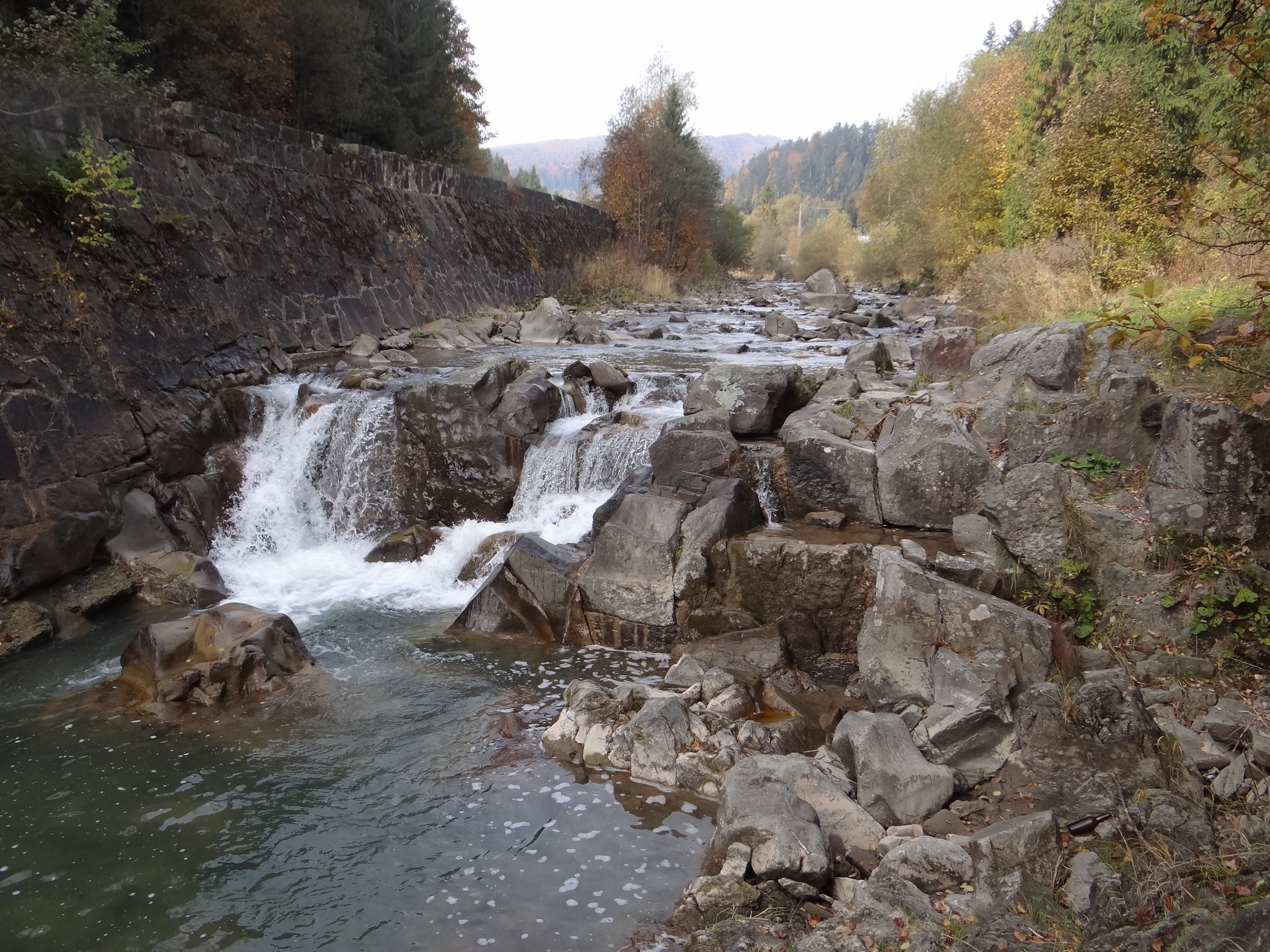
Wodospad Spad
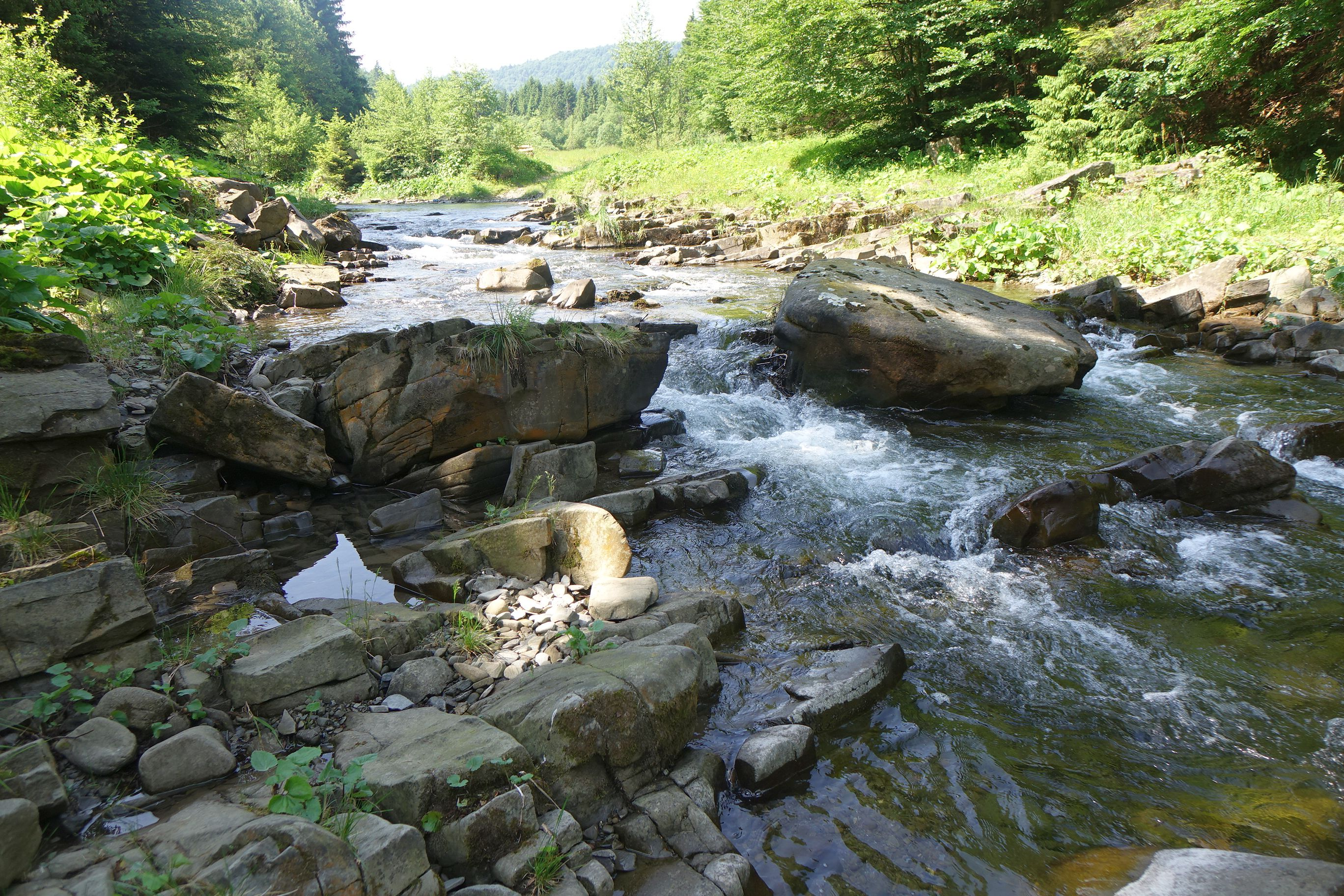
Kamienica przy polanie Piekło
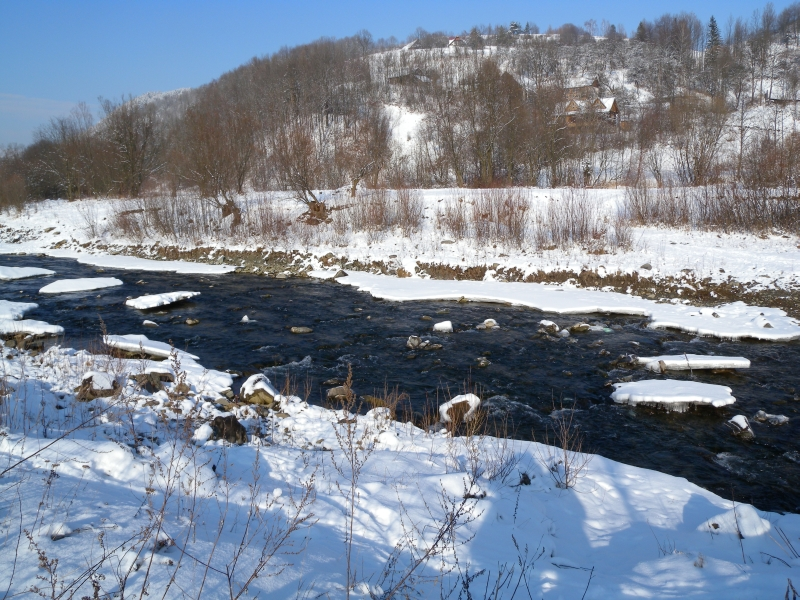